# Sułkowice (gromada w powiecie myślenickim, 1954–1959)
Sułkowice – dawna gromada, czyli najmniejsza jednostka podziału terytorialnego Polskiej Rzeczypospolitej Ludowej w latach 1954–1972.
Gromady, z gromadzkimi radami narodowymi (GRN) jako organami władzy najniższego stopnia na wsi, funkcjonowały od reformy reorganizującej administrację wiejską przeprowadzonej jesienią 1954 do momentu ich zniesienia z dniem 1 stycznia 1973, tym samym wypierając organizację gminną w latach 1954–1972.
Gromadę Sułkowice z siedzibą GRN w Sułkowicach utworzono – jako jedną z 8759 gromad na obszarze Polski – w powiecie myślenickim w woj. krakowskim, na mocy uchwały nr 25/IV/54 WRN w Krakowie z dnia 6 października 1954. W skład jednostki wszedł obszar dotychczasowej gromady Sułkowice ze zniesionej gminy Sułkowice w tymże powiecie. Dla gromady ustalono 27 członków gromadzkiej rady narodowej.
1 stycznia 1958 do gromady Sułkowice przyłączono wieś Biertowice z gromady Krzywaczka.
Gromadę Sułkowice zniesiono 31 grudnia 1959 w związku z nadaniem jej statusu osiedla. 1 stycznia 1969 Sułkowice otrzymały prawa miejskie; równocześnie wyłączono z nich Biertowice, włączając je do nowo utworzonej gromady Sułkowice.
Uwaga: Gromada Sułkowice (o innym składzie) istniała także w latach 1969–72.